# 勐遮县
勐遮县，中华人民共和国短暂设置的县。
1960年以版纳勐遮（县级）改置，治所在勐遮（今云南省勐海县勐遮镇）。属西双版纳傣族自治州。同年撤销，并入勐海县。